# Huselton Automobile Company
Huselton Automobile Company war ein US-amerikanischer Hersteller von Kraftfahrzeugen.

## Unternehmensgeschichte
Edgar C. Huselton betrieb das erste Autohaus im Butler County in Pennsylvania. Er vertrieb Automobile von Maxwell, Reliance und Reo. Er beschloss 1909, eigene Fahrzeuge zu bauen. Erst im September 1911 war der erste Prototyp fertig. Dann gründete er das Unternehmen in der gleichen Stadt. Die Produktion von Personenkraftwagen lief von 1911 bis 1914. Der Markenname lautete Huselton. Außerdem entstanden zwischen 1913 und 1914 Nutzfahrzeuge, die Butler genannt wurden.
Insgesamt entstanden 13 Pkw, von denen einer noch existiert.

## Fahrzeuge
Viele Teile wurden zugekauft. So kamen die Achsen von Timken, der Motor von einem unbekannten Hersteller und Motorenzubehör von Bosch.
Die Pkw hatten einen Vierzylindermotor mit 6700 cm³ Hubraum und 40 PS Leistung. Er trieb über ein Vierganggetriebe und eine Kardanwelle die Hinterachse an. Das Fahrgestell hatte 312 cm Radstand. Die Aufbauten waren überwiegend Tourenwagen und Roadster.
Die Lkw hatten den gleichen Motor. Die Nutzlast betrug etwa 680 kg.